# 張赦提
张赦提，中山郡安喜县（今河北省定州市东南）人，南北朝北魏官员、军事人物。
张赦提最初担任虎贲中郎。当时，在都城平城周边，有自称豹子、虎子的叛乱者，率领流亡百姓和牧民，在灵丘与雁门之间烧杀抢掠。张赦提提出了应对策略，得到主管官员的认可，被任命为逐贼军将，负责讨伐叛乱。不久，他就擒获了豹子、虎子及其同伙，将他们押送到平城，在宫城门前将这些人斩杀。后来，灵丘的罗思祖一族发动叛乱，张赦提又担任游徼军将前往讨伐，将捕获的叛乱者全部处死。凭借这些功绩，他被任命为冠军将军、幽州刺史，并被封为假安喜县侯。张赦提原本以清廉著称，但后来因为妻子段氏，开始大量收受贿赂。为此，中散李真香被派往幽州调查实情。张赦提向东阳王元丕寻求庇护，却遭到拒绝。之后，他被魏孝文帝召见，并被命令在宅邸中自杀。